# Юдин, Дмитрий Андреевич (игрок в мини-футбол)
Дмитрий Андреевич Юдин (9 июня 2003, Бердск, Новосибирская область, РФ) — российский игрок в мини-футбол, вратарь клуба «Сибиряк».

## Биография
Дмитрий Юдин — воспитанник бердского мини-футбола. Первый тренер — Вячеслав Семьянин. Затем несколько лет играл в академии новосибирского «Сибиряка». Дмитрий дебютировал в Суперлиге в 2022 году, начав карьеру профессионала в новосибирском мини-футбольном клубе «Сибиряк». За три сезона во всех турнирах он провёл около 100 игр в составе новосибирцев. Забил 5 голов.

### Аренды в «Торпедо»
В мае 2024 года Юдин на время проведения Кубка мира по футзалу среди юношей до 21 года (Сopa Mundo Do Futsal Sub-21) в Бразилии перешёл на правах аренды в МФК «Торпедо» (Нижний Новгород). В турнире он отыграл все матчи. В двух играх он признан лучшим игроком, в том числе в полуфинале. В одном из матчей Дмитрий забил гол. В упорном финале нижегородцы уступили хозяевам турнира и довольствовались вторым местом.
В январе 2025 года вновь перешёл в «Торпедо» на правах аренды. Срок аренды — до конца сезона.

## Дебют в сборной России
С 9 по 15 апреля 2024 года национальная сборная России по футзалу провела учебно-тренировочный сбор, в рамках которого были сыграны матчи со сборной Сербии. Всего на сбор было вызвано 16 футболистов. На этот сбор пригласили и Юдина.

Второй товарищеский матч сборная России играла с сербами в Санкт-Петербурге 15 апреля 2024 года. В нём россияне одержали разгромную победу — 5:0. К такому результату имеет прямое отношение и Юдин, который появился на площадке в конце второго тайма.